# Sukolilo
Sukolilo é um kecamatan (subdistrito) da cidade de Surabaia, na Província Java Oriental, Indonésia.
A maioria das universidades em Surabaya existem neste distrito.
- Faculdade de Estudos Econômicos da Indonésia
- Universidade do Hang Tuah
- Universidade Narotama

## Keluharan
O kecamatan de Sukolilo possui 7 keluharan:
- Gebang Putih
- Keputih
- Klampisngasem
- Medokan Semampir
- Menur Pumpungan
- Nginden Jangkungan
- Semolowaru